# Helen O’Connell
Helen O’Connell (Lima, 1920. május 23. – San Diego, 1993. szeptember 9.), amerikai énekesnő, színésznő. Az 1940-es évek big band énekesnője.

## Pályafutása
Az ohioi Limában született. Nővére, Alice, Ohio környékén énekelt különböző tánczenekarokkal, hogy segítsen eltartani a családot apjuk halála után. Amikor Alice elment, Helen örökölte az estélyi ruháit és a mikrofon mögötti helyét.
1939-ben Jimmy Dorsey meghallotta őt egy este egy klubban énekelni és másnap felvette zenekarába. Még tinédzser volt, amikor csatlakozott Jimmy Dorsey big bandjéhez (1939). Az éjszaka szenzációjává vált azt követően, hogy felvették vele a „Green Eyes” című számot. Ezután nagy siker lett a „Amapola”, „Tangerine” és „Yours” is.
1943-ig Artie Shaw, Woody Herman és Glenn Miller zenekarával lépett fel, majd ideiglenesen visszavonult a show-bizniszből gyerekeit nevelni. (Négy lánya volt). 1951-ben újrakezdte énekesi karrierjét. 1953-tól tévéműsora volt (Top Tunes), amelyben például nyaranta helyettesítette Perry Como szokásos műsorát. Ray Anthony és zenekara is részt vett a műsorban.
Saját műsora is volt: heti kétszer 15 perces műsor, a „The Helen O’Connell Show”. 1978 és 1979 között sikeresen turnézott Rosemary Clooney, Margaret Whiting és Rose Marie énekesekkel. 1955-ben Ausztráliába látogatott. Johnny Ray nagy turnéjával Ausztrália jegyrekordot döntött, amely kilenc évig állt állt fenn (a The Beatles 1964-es fellépéséig).
Helen O’Connell Bing Crosbyval, Johnny Mercerrel és Dean Martinnal duettekkel is megjelent a színpadon.

## Lemezek

### LP
- 1957: Amapola
- 1957: Green Eye
- 1957: Tangerine

### Albumok
- 1959: Green Eyes
- 1961: Recapturing The Excitement Of The Jimmy Dorsey Era
- 1961: Recapturing the Excitement of the Jimmy Dorsey Era (w/ Bob Eberly)
- 1962: Here’s Helen
- 1963: An Era Reborn With Helen O’Connell
- 1970: A Beautiful Friendship
- 1975: Christmas With Helen O'Connell
- 1985: Helen O’Connell Sings Great Songs in High Style [archival]

## Díjak
- Az 1942-ben Jimmy Dorsey-val készült az Aquarela do Brasil felvétele bekerült a Grammy Hall of Fame-be.[5]

## Filmek
- Helen O'Connell az IMDb-n

## További információ
- Helen O’Connell az Internet Movie Database-ben (angolul)
- Helen O’Connell a Rotten Tomatoeson (angolul)